# Tamás Szalai (astronomo)
| 157141 Sopron           | 6 agosto 2004  |
| 250526 Steinerzsuzsanna | 11 agosto 2004 |
| 450297 Csákánybéla      | 8 agosto 2004  |
| 554879 Kissgyula        | 2 ottobre 2011 |
| 565780 Kopaszimre       | 4 ottobre 2011 |
| 574506 Sopronilíceum    | 8 agosto 2004  |
| 575498 Lampérthgyula    | 5 ottobre 2011 |

Tamás Szalai (Sopron, 1985) è un astronomo ungherese.
Laureatosi in astronomia nel 2008 all'Università di Seghedino, è divenuto ricercatore nello stesso istituto conseguendo il dottorato nel 2013.
Il Minor Planet Center gli accredita le scoperte di otto asteroidi, effettuate tra il 2004 e il 2011, tutte in collaborazione con Krisztián Sárneczky.